# Wesley França
Wesley Vinicius França Lima dit Wesley França, né le 6 septembre 2003 à Açailândia au Brésil, est un footballeur international brésilien qui évolue au poste d'arrière droit à l'AS Rome.

## Biographie

### En club
Né à Açailândia au Brésil, Wesley França rejoint le CR Flamengo en janvier 2021 en provenance de l'Atlético Tubarão. 
Wesley França joue son premier match en professionnel le 10 décembre 2021, lors d'une rencontre de première division brésilienne face à l'Atlético Clube Goianiense. Il est titulaire ce jour-là, et son équipe s'incline par deux buts à zéro.
Wesley França joue son premier match de Copa Libertadores le 6 avril 2023, contre les équatoriens de la SD Aucas. Il est titularisé lors de ce match perdu par son équipe (2-1 score final). Il inscrit son premier but en professionnel lors d'une rencontre de Copa Libertadores, le 8 juin 2023, face aux Argentins du Racing Club. Titulaire, il ouvre le score et contribue à la victoire des siens (2-1 score final),.